# Вакиджвари
Вакиджвари (груз. ვაკიჯვარი) — село в Грузии, на территории Озургетского муниципалитета края (мхаре) Гурия.

## География
Село находится в западной части Грузии, на правом берегу реки Натанеби, на расстоянии приблизительно 7 километров (по прямой) к востоку от города Озургети, административного центра муниципалитета. Абсолютная высота — 344 метра над уровнем моря.

## Население
По результатам официальной переписи населения 2014 года, в Вакиджвари проживало 597 человека (294 мужчины и 303 женщины). В национальной структуре населения грузины составляли 100 %.
| Год  | Население, человек |
| ---- | ------------------ |
| 2002 | 844                |
| 2014 | ↘ 597              |